# JEOL
Die Nihon Denshi K.K. (jap. 日本電子株式会社, Nihon (dt. Japan) Denshi (dt. Elektron) kabushiki kaisha; engl. JEOL Ltd.) ist einer der weltgrößten Hersteller von elektronenoptischen Geräten. Der Name ist ein Akronym und steht für Japan Electron Optics Laboratory.
JEOL besitzt 26 Tochter- und Beteiligungsgesellschaften in Japan und anderen Ländern. Am Hauptsitz in Akishima, Tokio wird eine breite Produktpalette entwickelt und gefertigt: von Systemen der Halbleitertechnologie über Molekularanalytik (NMR, ESR, Massenspektrometer) und Medizintechnik (Blut- und Aminosäureanalysatoren) bis hin zu Hochleistungsakkumulatoren und Kondensatoren.

## Tätigkeitsfelder
JEOL stellt in erster Linie elektronenoptische Geräte her. Hierzu gehören Elektronenmikroskope (REM/TEM), energie-/wellenlängendispersive Elementanalysatoren (EDX/WDX), Elektronenstrahlmikrosonden (EPMA), Raster-Auger-Sonden, Röntgenfluoreszenzspektrometer (RFA), Rastersondenmikroskope (SPM/STM/AFM), „Focused Ion Beam“ Systeme (kurz: FIB) sowie Probenpräparationssysteme für REM und TEM. Zudem wird ein kombiniertes Licht- und Rasterelektronenmikroskop unter dem Namen ClairScope produziert.
In der Sparte Analytische Instrumente werden Kernspin-Resonanz-Spektrometer (NMR), Elektronenspinspektrometer (ESR) und Massenspektrometer angeboten. Auch eine Durchflusszelle zur in situ Reaktionsbeobachtung im NMR (MICCS = MIcro Channeled Cell for Synthesis monitoring).
Die Geräte der beiden Bereiche werden gleichermaßen bei wissenschaftlichen und industriellen Anwendungen eingesetzt.
Zwei weitere Geschäftsfelder sind Ausrüstungssysteme für die Halbleiterindustrie und -forschung sowie die Medizintechnik. Daher gehören Elektronenstrahllithographie-Systeme und Anlagen zur Wafer- bzw. Maskeninspektion ebenso zum Produktspektrum, wie klinische Diagnosesysteme und automatisierte Blut- bzw. Aminosäure-Analysatoren.
Vor dem Hintergrund ökologischer Bestrebungen wurde bei JEOL ein Ersatz für FCKW-haltige industrielle Waschlösungen entwickelt. Dieses „super-reduzierende Wasser“ wird unter dem Namen RUMIC für den japanischen Markt produziert. Es ist dort auch für den privaten Gebrauch erhältlich.
Seit 2008 ist JEOL auch im Bereich der hochkapazitiven Kondensatoren mit dem Produkt Premlis vertreten.

## Geschichte

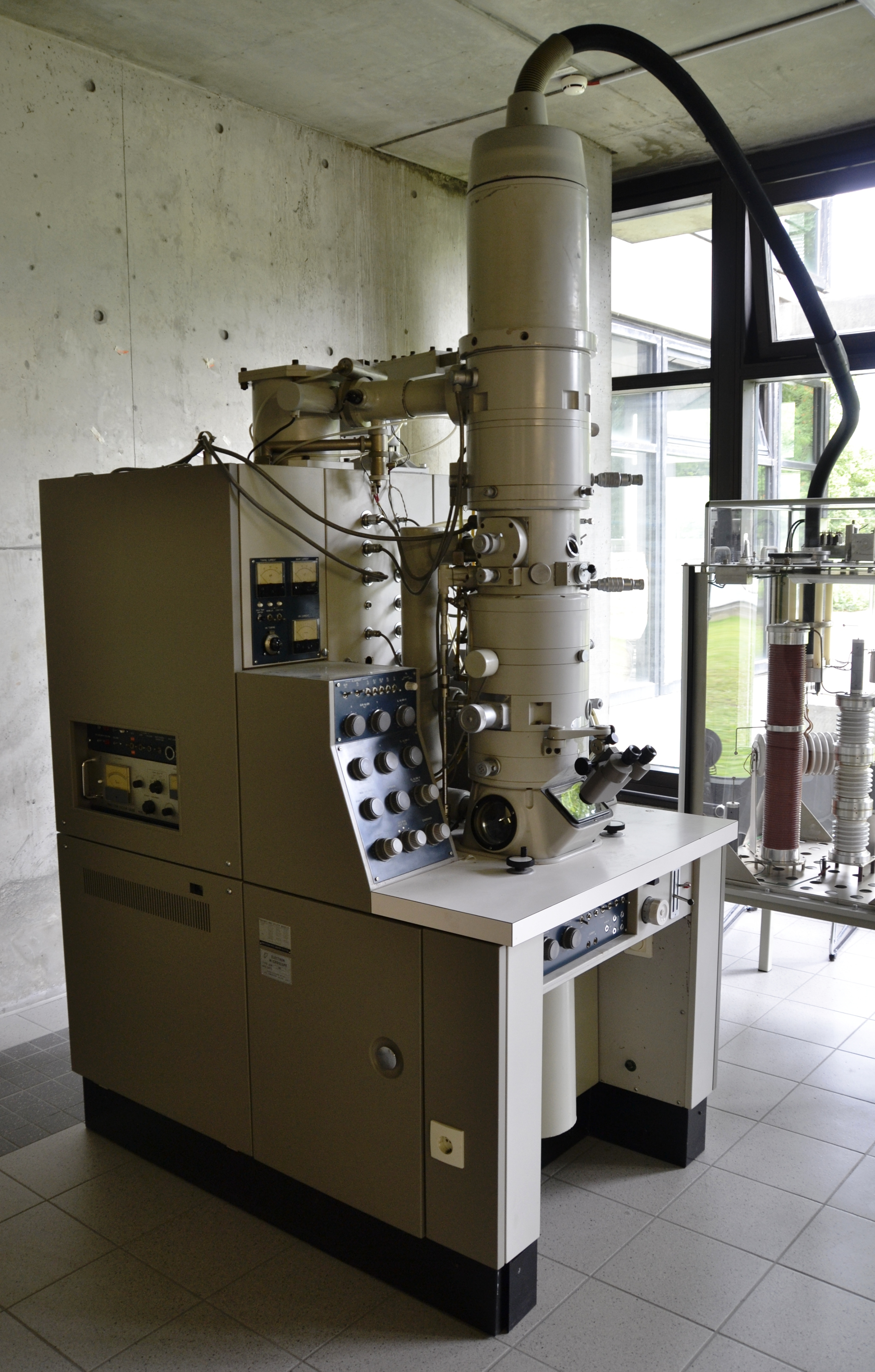
JEM-200A Transmissionselektronenmikroskop aus den 1970er-Jahren

Japanische Wissenschaftler arbeiteten bereits 1939 an der Entwicklung eines Elektronenmikroskops. Kenji Kazato und Kazuo Ito lernten sich während des Zweiten Weltkrieges am zentralen Schifffahrtsinstitut in Tokio kennen. Nach dem Krieg bildete Kazato zusammen mit Ito und anderen eine Forschungsgruppe in Mobara, die dort noch vor der Firmengründung den Prototyp des Transmissionselektronen-Mikroskops DA-1 entwickelten. Dieser wurde 1947 fertiggestellt und an Mitsubishi Chemical Industry geliefert.
Wegen Differenzen über die Leitung dieser frühen Firma, verließ die Gruppe Mobara und Kazato und Ito entschlossen sich, in Mitaka, Tokio eine neue Gesellschaft zu bilden. 1949 gründeten die beiden die K.K. Nihon Denshi Kōgaku Kenkyūjo (株式会社日本電子光学研究所 – englischer Name: Japan Electron Optics Laboratory Co., Ltd. oder Abkürzung JEOL).
Im Jahr 1949 begannen Produktion und Vertrieb des kommerziellen Elektronenmikroskops unter dem Namen JEM-1. Die erste Lieferung eines JEM-Modells außerhalb Japans erfolgte 1956 an das Forschungsinstitut des französischen Kommissariats für Kernenergie (CEA) in Saclay. Im gleichen Jahr besuchte der deutsche Erfinder des Elektronenmikroskops und spätere Nobelpreisträger, Ernst Ruska, JEOL in Japan.
Ebenfalls 1956 entstand bei JEOL das erste japanische NMR-Spektrometer. In der Folgezeit wurden weitere Geräte unter anderem für die Elektronenstrahlmikroanalyse (1962), Massenspektrometrie (1963), Elektronenstrahllithographie (1967), vollautomatische Analyse von Aminosäuren (1969) und biochemische Analyse (1972) entwickelt. Zwei Jahre danach kam die Raster-Auger-Sonde hinzu. 1980 besuchten die beiden Nobelpreisträger Linus Pauling und Alexander Prochorow die Firma. Acht Jahre später folgte ihnen der schwedische Preisträger Kai Siegbahn.
1961 wurde der Firmenname in Nihon Denshi Co., Ltd. geändert, aber der englische ursprüngliche Name JEOL wurde beibehalten. 1962 wurde JEOL an der Tokioter Börse gelistet. Im selben Jahr entstand auch die erste ausländische Tochtergesellschaft – die JEOL (USA) INC. Weitere wurden in den Jahren 1964 in Frankreich und 1968 in Großbritannien sowie in Australien gegründet. Heute ist JEOL weltweit in mehr als 30 Ländern vertreten.
JEOL brachte 1990 ein System zur Inspektion von Wafern auf den Markt. Dies war eine maßgeschneiderte Anfertigung für die sich rasant entwickelnde Halbleiterindustrie. Sie umfasste damals überwiegend Chip-Hersteller und ist heute ein komplexer Markt, in dem die Solarbranche eine bedeutende Rolle spielt.
2014 wurde mit dem atomar auflösenden Transmissionselektronenmikroskop JEM-ARM300F erstmals eine STEM-Auflösung von 45 pm mit einem 300-kV-Mikroskop demonstriert.

## Tochterunternehmen

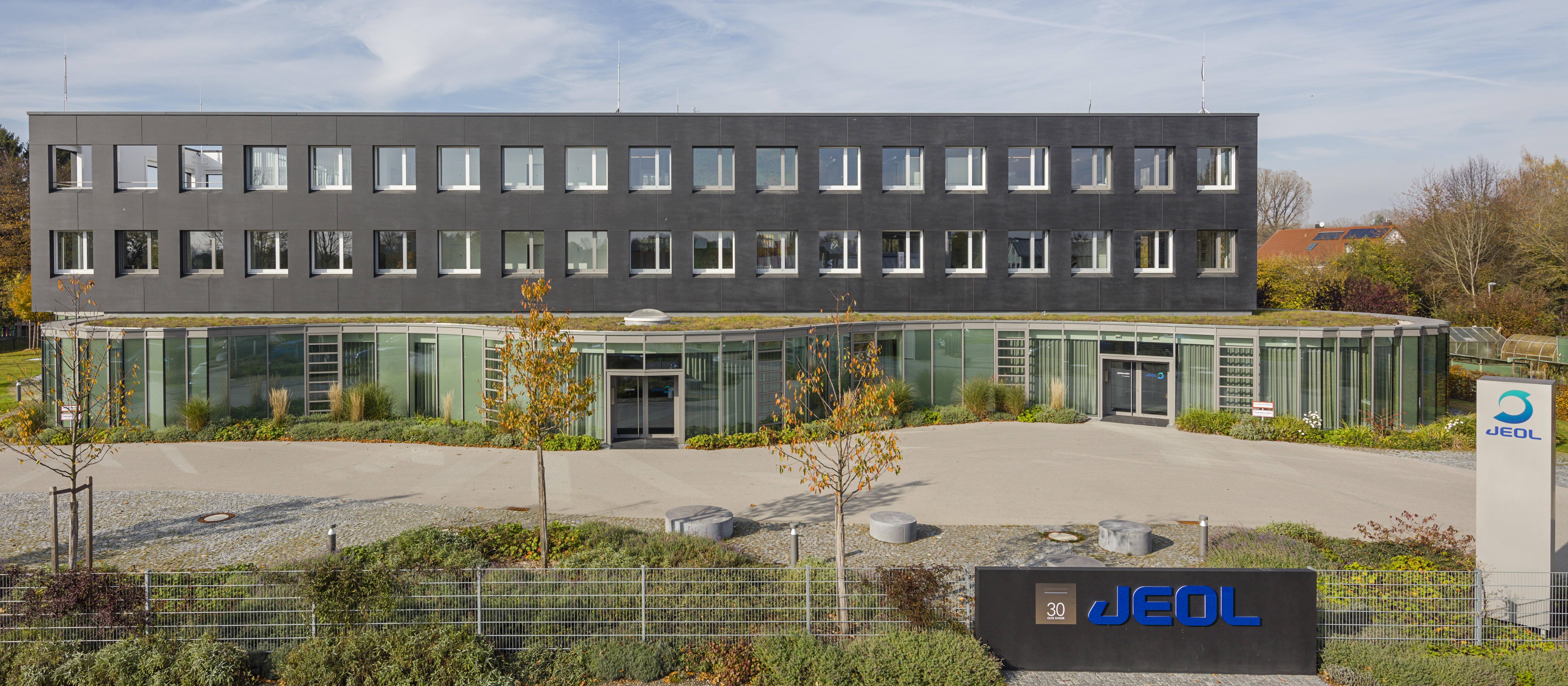
JEOL (Germany) in Freising

Neben JEOL Technics LTD. gibt es in Japan dreizehn Niederlassungen und fünf Tochterfirmen. Darüber hinaus sind in 19 weiteren Ländern Tochterunternehmen angesiedelt: USA, Frankreich, England (UK), Australien, Niederlande/Belgien, Schweden, Deutschland, Italien, Mexiko, Kanada, Korea, Singapur, Malaysia, Taiwan, China, Brasilien, Russland, Indien und in den Vereinigten Arabischen Emiraten. Die fünf europäischen Vertretungen bilden ein europäisches Netzwerk bei Verkauf, Schulung, Applikation und Service. Ihre territoriale Zuständigkeit gliedert sich wie folgt:
- JEOL (Europe) BV – Belgien, Luxemburg, Niederlande
- JEOL (Germany) GmbH – Deutschland, Österreich, Schweiz, Liechtenstein, Dänemark, Grönland, Estland, Lettland, Litauen
- JEOL (Europe) SAS – Frankreich, Albanien, Algerien, Bulgarien, Zypern, Marokko, Rumänien, Tunesien; sowie als alternativer Kontakt für Tschechien, Griechenland, Polen, Portugal, Slowakei, Spanien, Türkei
- JEOL (U.K.) LTD. – Großbritannien, Irland, Malta; sowie als alternativer Kontakt für Israel und Südafrika
- JEOL (Nordic) A.B. – Schweden, Norwegen, Finnland, Island

Die jüngste dieser Töchter ist die JEOL (Germany) GmbH. Sie wurde 1997 gegründet und löste die Firma Kontron Elektronik als Vertretung von JEOL im Gebiet D/CH/FL ab. Seit 2010 ist die skandinavische JEOL (Nordic) A.B. eine Tochter der deutschen Niederlassung.

## Soziales Engagement
1969 wurde die Kazato Research Foundation gegründet. Die Stiftung unterstützt mit verschiedenen Programmen die Entwicklung von und Forschung mit Elektronenmikroskopen und Nachwuchsforscher. In diesem Rahmen wird seit 2004 das „Science Camp“ für Kinder und Jugendliche angeboten und seit 2007 gibt es zusätzlich den „Science Class Support“ an mehreren japanischen Grundschulen.
Viele JEOL Angestellte engagieren sich für den Umweltschutz mit regelmäßigen Aufräumaktionen in der Umgebung des Werks in Akishima. Bisher fanden schon mehr als 100 solche Aktionen statt.

## Zertifizierungen
Anfang der 1980er wurde eine Zertifizierung über 2,5 Mio. unfallfreie Arbeitsstunden erteilt. Seit 1995 ist JEOL im Rahmen des Qualitätsmanagements nach ISO 9001 zertifiziert, seit 2002 im Rahmen des Umweltmanagements nach ISO 14001.

## Trivia
Ein Massenspektrometer-System der Firma JEOL mit DART (Direct Analysis in Real Time) war bereits in der Fernsehserie CSI: New York zu sehen.